# Joan III Rizocop
Joan III Rizocop (en llatí Joannes Rizocopus) fou exarca de Ravenna del 710 al 711.
Després de la restauració de l'emperador romà d'Orient Justinià II, aquest va enviar una força militar per recuperar Ravenna. Sembla que alguns destacats membres de l'Exarcat havien estat involucrats en la revolta que va enderrocar Justinià i quan va tornar al poder va decidir venjar-se de tota la ciutat. L'arquebisbe Félix va ser arrestat juntament amb altres ciutadans destacats i portat a Constantinoble. Les forces ocupants van saquejar i cremar la ciutat.
Com a resposta, els ciutadans i soldats de Ravenna es van rebel·lar encapçalats per Germànic, el fill de Johannicus, home preeminent que va ser un dels captius portats a Constantinoble. Joan Rizocop va ser nomenat exarca poc temps després, el 710, i va anar cap a Nàpols amb tropes lleials, on es va trobar amb el Papa Constantí I que anava a Constantinoble en resposta a una citació imperial. Joan llavors va marxar cap a Roma, on va "tallar el coll" a diversos alts càrrecs papals, segons el Liber Pontificalis. Probablement aquesta acció estava relacionada amb la voluntat de l'emperador de reprimir l'oposició papal a la política religiosa de l'Imperi després del Concili de Trullo.
Joan Rizocop va tornar a Ravenna, on va morir poc després, encara que no es coneixen els detalls. El Liber Pontificalis diu que a Ravenna "pel judici de Déu sobre les seves accions abominables va tenir [Joan] una mort ignominiosa". Si la seva mort va ser deguda a una malaltia o a una revolta dels habitants de Ravenna és impossible de determinar, però és més probable la revolta, ja que es va fer una expedició punitiva encapçalada per l'estrateg de Sicília, Teodor, que va empresonar i executar els líders de la revolta inclòs l'arquebisbe Fèlix, que va ser deportat a Constantinoble, cegat i exiliat a Crimea.
Davant d'aquests fets, la ciutat es va tornar a revoltar i un tal Giorgius fou nomenat cap dels rebels. Cervia, Forlì, Forlimpopoli, i altres ciutats se'ls van unir. Encara que l'enviament de forces romanes d'Orient va poder posar fi a la revolta. No se sap com va acabar, però Ravenna ja havia tornat a l'obediència pocs mesos després, quan el cap de l'emperador Justinià II, destronat i executat pel nou emperador Filípic, va desfilar pels carrers de la capital de l'exarcat.
Fou nomenat nou exarca Entiqui.